# 櫻木亞美紗
櫻木亞美紗（8月8日—），日本女性配音員。出身於德島縣。EARLY WING所屬。本名、舊藝名。身高163cm。AB型血。

## 來歷、人物
於廣播節目組《Radio de 動畫魂》節目助理的徵選中入選後，正式進入配音業界。以《妖逆門》隱岐清一角配音出道。
曾與伊藤加奈惠、河津玲奈、栗田美穗、越智綾香、清水若菜6人一起組成聲優組合「re:l@ch:cci..」活動。
2019年起，參加遊戲《東京七姐妹》內的組合「七花少女」，飾演雲卷最中一角。

## 演出
粗體字表示主要角色。

### 電視動畫
2006年
- 西方善魔女 Astraea Testament（小孩、下級生1）
- 妖逆門（隱岐清）
- LEMON ANGEL PROJECT（日语：LEMON ANGEL PROJECT）（田口葉子、小時候的冬美、艾莉卡〈3歲〉、賽絲）

2007年
- 大根刑事

2009年
- 加奈日記（小文）

2012年
- 聖靈家族 -La storia della Arcana Famiglia-（伊薩貝拉）
- 白熊咖啡廳（豪豬粉絲俱樂部）
- 要聽爸爸的話！

2014年
- 普通女高中生要做當地偶像

2017年
- 歡迎來到實力至上主義的教室（2017年—2022年，王美雨[2]）2系列[注 2]

2018年
- 立花館戀愛三角關係（藤原香菓[3]）

2024年
- 歡迎來到實力至上主義的教室3（王美雨）

### OVA
- 乳霜檸檬 New Generation（2006年，日向真夏）

### 遊戲
2010年
- 花瓣！（魚住小春）

2011年
- 聖靈家族 -La storia della Arcana Famiglia-（伊薩貝拉）

2012年
- 聖靈家族 -Festa Regalo！-（伊薩貝拉）
- 閃亂神樂 Burst -紅蓮的少女們-
- 迷宮塔路：遺跡之星（日语：迷宮塔路レガシスタ）

2013年
- 聖靈家族2（伊薩貝拉、莎拉、克拉莉莎）
- GANAGAN!! Battle Rush！（羅莎莉[4]）
- （蝶野理穗）

2014年
- 我家公主最可愛（若葉公主夏洛特）
- 東京七姐妹（雲卷最中[5]）
- 幻獸姬（イポス）

2015年
- 偶像天堂！ IDOL PARADISE（芙蓉尼·亞姆尼亞姆[6]）
- 極限凸記 萌萌編年史（日语：限界凸起 モエロクリスタル）（小仙子）
- 閃亂神樂 ESTIVAL VERSUS -少女們的抉擇-（日语：閃乱カグラ ESTIVAL VERSUS -少女達の選択-）
- 灰色都市 32名嫌疑犯（立花玲奈）
- VALKYRIE DRIVE –BHIKKHUNI-
- 不可思議編年史 不獲勝利絕不回頭（日语：片道勇者）
- 魔法氣泡!! Quest（日语：ぷよぷよ!!クエスト）（2015年—2018年，溫蒂妮[7]、小茂根）
- 魔壞神兆力翁（日语：魔壊神トリリオン）（投影魔）
- 覺醒祭典 ～食夢者與喚醒家～（梅伊）

2016年
- 逆轉奧賽羅尼亞（日语：逆転オセロニア）（奎爾·奎恩[8]）
- 武裝少女（克勞迪婭·莫里斯）
- 輝星的反叛（木花咲也姬、芙蘿拉、仙女座）

2017年
- 極限凸城裝甲戰姬（英语：限界凸城 キャッスルパンツァーズ）（飛兒莉[9]）
- 鋼鐵華爾茲（蘇菲·阿登[10]）
- 忍者夢魘（伽拉莎）
- 天華百劍 -斬-（蜂須賀正恒[11]）
- 天空艦隊（スキューア）

2018年
- 問答RPG 魔法使與黑貓維茲（提瑪）
- 城與龍（公主）
- 三國志曹操傳 ONLINE（董白）
- 死亡終局輪迴試煉（日语：Death end re;Quest）（艾莉絲）
- 百花標人傳飛鳥（楓）

2020年
- 烏尤利夫的處方簽（恩奧芙[12]）
- 死亡終局輪迴試煉2（日语：Death end re;Quest2）（艾莉絲）

2021年
- BraveSword X BlazeSoul（日语：ブレイブソード×ブレイズソウル）（泰坦尼亞·摩爾[13]）

2022年
- Code Geass 反叛的魯路修 Lost Stories（日语：コードギアス 反逆のルルーシュ ロストストーリーズ）（陽菜）

### 廣播劇CD
- 聖靈家族 capitolo.2 ～Viva！Mangione！貪吃者萬歲!!～（伊薩貝拉）
- 手機少女 ～第2回聖誕節～
- 立花館戀愛三角關係 ～春之秩父溫泉 湯煙旅行！～（藤原香菓）[注 3]

### 有聲劇場
- 花瓣咩！（2011年，魚住小春[14]）
- 新宿Connective 1（畠瀨清子[15]）
- （伏見菖蒲）

### 數位漫畫
- VOMIC 銀白榮躍

### 電視節目
- MUSIC LAUNCHER（日语：MUSIC LAUNCHER）（紫兔的聲音，千葉電視台：2012年4月4日—）

### 角子機
- （梅梅）
- 十字架4（芭緹）

### 廣播節目
※記號表示網路廣播。
- （節目助理，2006年6月1日—，animateTV（日语：アニメイトタイムズ））※
- （大阪電台）
- 秋葉原系情報局II（嘉賓演出。秋葉原系BB頻道）※
- （嘉賓演出。攜帶式網站「聲優V-STATION」）※
- V-Kingdom（嘉賓演出。大阪電台）
- （嘉賓演出。HiBiKi Radio Station（日语：HiBiKi Radio Station））※
- （2006年4月7日—，秋葉原系BB頻道）※
- Creators in Radio（嘉賓演出#58、#59 （页面存档备份，存于）。2016年，YouTube）※
- 天華百劍 -斬- 【斬電台】（嘉賓演出#70 （页面存档备份，存于）#71 （页面存档备份，存于）。2020年，YouTube）※

### 影像發佈
※記號表示網路電視。
- （2021年1月13日，KIPs）※
- （页面存档备份，存于）（2021年11月24日，YouTube）※
- （影像演出。2022年1月16日，KIPs）※

### 其它
- （枕葉里奈）
- PV （猿島小春）
- PV （瞳）

## 音樂作品

### 角色歌曲
| 發行日期 | 商品名稱    | 名義                                                                 | 曲名      | 備註                          |
| 2019年   | 2019年      | 2019年                                                               | 2019年    | 2019年                        |
| -------- | ----------- | -------------------------------------------------------------------- | --------- | ----------------------------- |
| 3月20日  |             | 七花少女                                                             | 「」 「」 | 遊戲《東京七姐妹》相關歌曲    |
| 12月4日  |             | 七花少女                                                             | 「」      | 遊戲《東京七姐妹》相關歌曲    |
| 2020年   |             |                                                                      |           |                               |
| 4月29日  | 百華繚亂 貳 | 赤松政則刀（井上遙乃）、一期一振（藤田茜）、蜂須賀正恒（櫻木亞美紗） | 「」      | 遊戲《天華百劍 -斬-》相關歌曲 |
| 2021年   |             |                                                                      |           |                               |
| 12月14日 |             | 七花少女                                                             | 「」      | 遊戲《東京七姐妹》相關歌曲    |

### 專輯
| 發行日期 | 標題   | 名義                | 曲名                                          | 備註                                 |
| 2006年   | 2006年 | 2006年              | 2006年                                        | 2006年                               |
| -------- | ------ | ------------------- | --------------------------------------------- | ------------------------------------ |
| 8月25日  |        |                     | 「」 「」                                     | 電視節目《激鬥！偶像預校》片尾主題曲 |
| 2013年   |        |                     |                                               |                                      |
| 4月17日  | [ 16 ] | Favorite Song合唱團 | 「」 「」 「」 「」 「」 「」 「」 「M」 「」 |                                      |

## 腳註

## 外部連結
- 櫻木亞美紗｜EARLY WING （页面存档备份，存于） （日語）